# پیشاخارباله‌داران
پیشاخارباله‌داران (نام علمی: Protacanthopterygii) نام یک راسته از فرورده پیوسته‌استخوانان است.
پیشاخارباله‌داران هم در آب دریاها و هم در زیستگاه‌های آب شیرین زندگی می‌کنند. به نظر می‌رسد که آن‌ها در دوران کرتاسه یا شاید اواخر دوران ژوراسیک تکامل یافته‌اند.
بوجود آمدن آن‌ها احتمالاً به حدود ۱۵۰ میلیون سال پیش (اوایل دوران کرتاسه) بر می‌گردد. فسیل‌های آن‌ها نیز در سرتاسر دوران کرتاسه شناخته شده‌است.